# البو مراح

## البو مراح
تقع قرية ألبو مراح في محافظة ديالى وقد عرفت بإسم قرية ألبو مراح نسبة الى الشيخ مراح التميمي المشهود له بالمواقف المُشرفة والصيت الشائع في الآفاق إذ كان موضع تقدير وإحترام، لما كان يتحلى به من كرم الضيافة وسجية المروءة  بين أبناء العشيرة والعشائر الأخرى في قرى الخالص وقرى محافظة ديالى بشكل عام ومن أبناء مراح هم خلف ومهدي ومحمود وعلي وبعد وفاة خلف ومهدي أصبح محمود المراح هو الشيخ، ومن أبرز أحفاده في الوقت الحاضر هو الشيخ رشيد حميد، المكنى أبو تميم ، ولأبناء مراح أحفاد كثيرون ما زال الكثير منهم يسكنون في نفس القرية وآخرون يسكنون في قرية جيزاني الچول وبعضهم في مركز قضاء الخالص. وأعداد منهم يسكنون في بغداد منذ عدة عقود من الزمان بحكم وظائفهم في الدولة . ومن الجدير بالذكر أن زنبور تفتخر برموزها الكرام المشهود لهم بالحمية والشجاعة وأخص بالذكر حسين خلف المراح، الشيخ الذي كان يحضى بمكانة ومنزلة متميزتان في تلك الأيام وعباس خلف المراح و حسين علي المراح  وعلي الماضي  والحاج الإستاذ عباس العبدالله وكاظم الحسين و آل رضا ( حسن الرضا والحاج عباس) ،أصحاب المآثر والمكارم والمواقف المُشرفة الخالدة.
1. ↑  https://ar.wikipedia.org/wiki/معركة_الناي